# Marjolein Rothman
Marjolein Rothman (* 1974 in Eibergen) ist eine niederländische Malerin. Sie lebt und arbeitet in Amsterdam.

## Leben
Von 1994 bis 1999 studierte Rothman an der Malereiabteilung des AKI in Enschede. Danach war sie von 2003 bis 2004 Stipendiatin an der Rijksakademie van beeldende kunsten, wo sie unter anderem von Luc Tuymans unterrichtet wurde. 2004 gewann sie den Koninklijke Prijs voor Vrije Schilderkunst (Königlichen Preis für freie Malerei). Seit 2011 unterrichtet sie am AKI.
Rothmans Arbeiten werden international ausgestellt. Ihre erste internationale Einzelausstellung fand 2009 in der Galerie Wetterling in Stockholm statt. 2014 wurde ihr Entwurf für die Königsstatue für den Ratssaal in Amsterdam ausgewählt, und seitdem ist die Statue dort ausgestellt.